# Романовоселовский сельский совет
Романовоселовский сельский совет (укр. Романовоселівська сільська рада) — входит в состав
Збаражского района
Тернопольской области
Украины.
Административный центр сельского совета находится в 
с. Романовое Село.

## История
- 1993 — дата образования.

## Населённые пункты совета
- с. Романовое Село